# Solore-en-Forez
Solore-en-Forez ist eine französische Gemeinde mit 512 Einwohnern (Stand: 1. Januar 2022) im Département Loire in der Region Auvergne-Rhône-Alpes. Sie gehört zum Arrondissement Montbrison und ist Mitglied im Gemeindeverband Loire Forez Agglomération.
Die Gemeinde entstand mit Wirkung vom 1. Januar 2025 als Commune nouvelle durch Zusammenlegung der bis dahin selbstständigen Gemeinden Débats-Rivière-d’Orpra, L’Hôpital-sous-Rochefort und Saint-Laurent-Rochefort, die fortan den Status als Communes déléguées besitzen. Der Verwaltungssitz befindet sich in Débats-Rivière-d’Orpra.

## Gemeindegliederung
| Commune déléguée                         | Ehemaliger INSEE-Code | PLZ   | Fläche (km²) | Einwohnerzahl (2022) |
| ---------------------------------------- | --------------------- | ----- | ------------ | -------------------- |
| Débats-Rivière-d’Orpra (Verwaltungssitz) | 42084                 | 42130 | 03,41        | 159                  |
| L’Hôpital-sous-Rochefort                 | 42109                 | 42130 | 01,15        | 106                  |
| Saint-Laurent-Rochefort                  | 42252                 | 42130 | 15,60        | 247                  |

## Geografie
Solore-en-Forez liegt etwa 19 Kilometer nordnordwestlich von Montbrison, etwa 50 Kilometer nordnordwestlich von Saint-Étienne und etwa 69 Kilometer westlich von Lyon in der historischen Provinz des Forez an der Ostflanke des gleichnamigen Gebirges. Die Gemeinde liegt im Einzugsbereich der Loire und wird von Anzon bewässert, der sie von Nordwest nach Südost durchströmt. Das Bodenrelief steigt vom Anzon-Tal auf beiden Seiten insbesondere auf der linken Uferseite steil an. Die höchste Erhebung mit 895 m wird im Südwesten erreicht. Das Ortszentrum liegt auf etwa 435 m Höhe, die niedrigste Erhebung des Orts wird mit 402 m im Süden beim Austritt des Anzon aus dem Ortsgebiet gemessen.
Teile des Gebiets von Débats-Rivière-d’Orpra gehören zum Natura-2000-Schutzgebiet „Lignon, Vizezy, Anzon et leurs affluents“ (FR8201758) und zu drei ZNIEFF-Naturzonen.
Umgeben wird Solore-en-Forez von den sieben Nachbargemeinden:
|                        | Vêtre-sur-Anzon                             | Ailleux          |
| La Côte - Saint-Didier | Kompassrose, die auf Nachbargemeinden zeigt | Saint-Sixte      |
| Saint-Just-en-Bas      | Palogneux                                   | Sail-sous-Couzan |

## Sehenswürdigkeiten
| Name                               | Ort                      | Bemerkungen                                             | Bild |
| ---------------------------------- | ------------------------ | ------------------------------------------------------- | ---- |
| Kirche Notre-Dame                  | L’Hôpital-sous-Rochefort | 12. Jahrhundert, als Monument historique klassifiziert  |      |
| Wohngebäude „Maison Coupat“        | L’Hôpital-sous-Rochefort | 19. Jahrhundert                                         |      |
| Ehemaliges Priorat                 | L’Hôpital-sous-Rochefort | 12. und 15. Jahrhundert                                 |      |
| Pfarrkirche Saint-Laurent          | Saint-Laurent-Rochefort  | 15. Jahrhundert, als Monument historique eingeschrieben |      |
| Ruinen der ehemaligen Burg         | Saint-Laurent-Rochefort  |                                                         |      |
| Kapelle Saint-Médard-et-Saint-Loup | Saint-Laurent-Rochefort  | 12. Jahrhundert                                         |      |

## Sport und Freizeit
Der GR 89 „Chemin de Montaigne“, ein rund 516 Kilometer langer Fernwanderweg von Bussière-Galant (Département Haute-Vienne) nach Lyon, durchquert das Gemeindegebiet von Nordwest nach Südost.

## Bildung
Die Gemeinde verfügt über eine öffentliche Grundschule (École élémentaire) im Ortsteil Saint-Laurent-Rochefort mit 22 Schülerinnen und Schülern im Schuljahr 2024/2025.

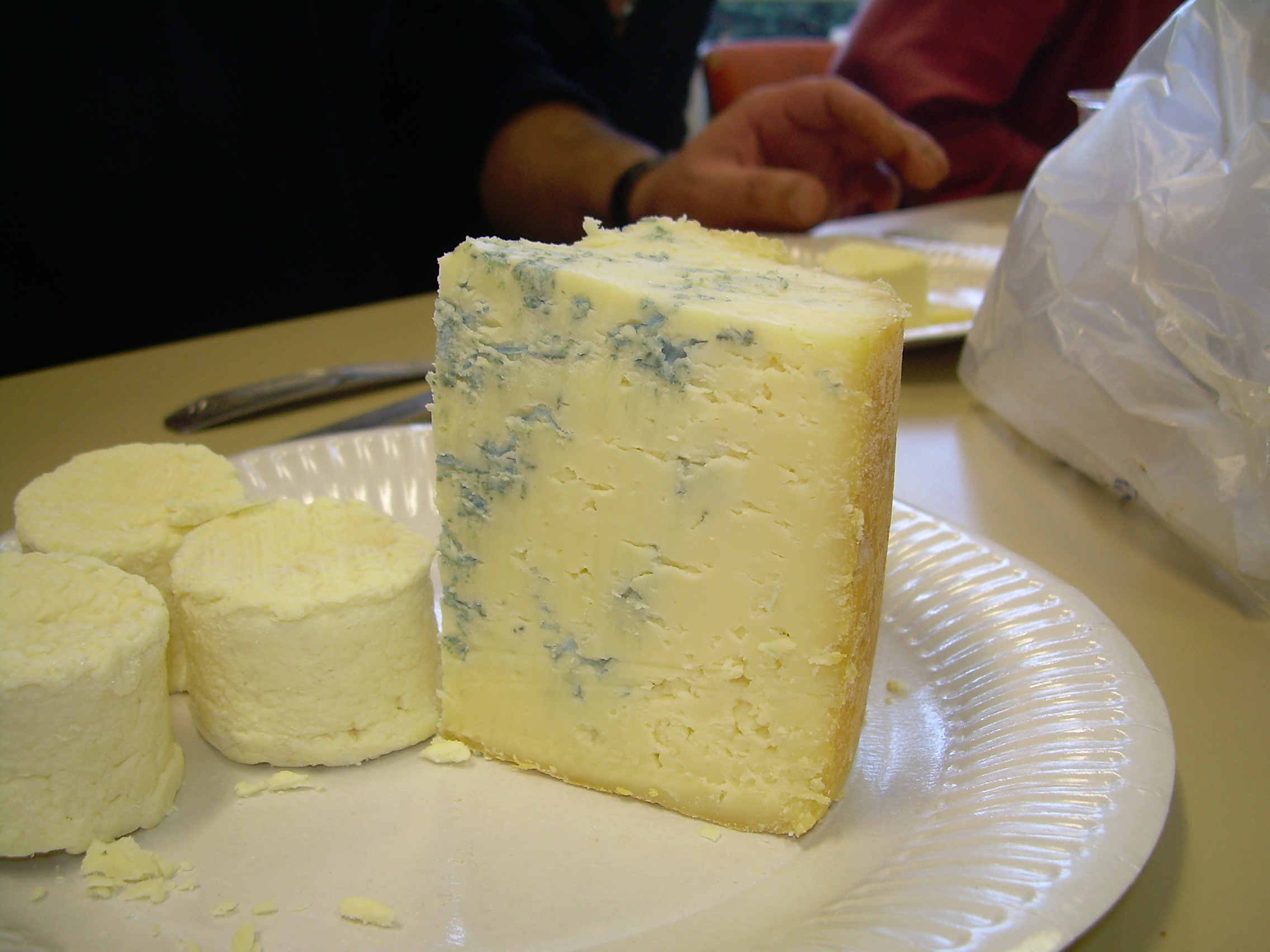
Fourme de Montbrison

## Wirtschaft
Solore-en-Forez liegt in der Zone AOC des Fourme de Montbrison, einem Blauschimmelkäse aus Kuhmilch.

## Verkehr
Die Departementsstraße D 1089, die ehemalige Nationalstraße 89 von Lyon nach Bordeaux, durchquert das Gemeindegebiet auf dem linken Ufer des Anzon. Nachgeordnete Departementsstraßen und lokale Landstraßen verbinden die Ortsteile der Gemeinde miteinander und mit den Nachbargemeinden.
Busse einer Linie der Region Auvergne-Rhône-Alpes verbindet die Gemeinde mit Noirétable und Feurs.
Solore-en-Forez liegt an der Bahnstrecke Clermont-Ferrand–Saint-Just-sur-Loire ohne Haltepunkt.